# Adolf Horn
Adolf Albert August Horn (* 3. Januar 1759 in Neustrelitz; † 29. Juli 1823 ebenda) war ein deutscher Verwaltungsjurist, Archivar und Diplomat.

## Leben
Adolf Horn war ein Sohn des Regierungs-, Magistrats- und Gerichtssekretärs Paul Dietrich Horn (1716–1784) in Neustrelitz und dessen Frau, der Pastorentochter Hedwig, geb. Spiegelberg (1733–1786). Er besuchte die Gelehrtenschule in Friedland (Mecklenburg) und studierte von 1779 bis 1782 Rechtswissenschaften an der Universität Göttingen. Nach bestandenem Examen praktizierte er in Neustrelitz als Advokat. Später wurde er Kammer-Registrator und Geheimer Regierungssekretär am Hof von Mecklenburg-Strelitz mit dem Titel Hofrat. Daneben war er zeitweise juristischer Konsistorialrat, Polizeidirektor und Geheimer Archivar. Ab 1806 war er als Nachfolger von August Christian Friedrich von der Schulenburg Herausgeber der Herzoglich [später: Großherzoglich] Mecklenburg-Strelitzschen Staatskalender.
1815 war Horn als Geheimer Legationsrat Delegierter für Mecklenburg-Strelitz beim Wiener Kongress. Als (Groß)herzog Carl von Mecklenburg-Strelitz ihm zum Dank die Erhebung in den erblichen Adelsstand anbot, lehnte er dies ab.
Er war verheiratet mit Maria (Sofia Friederike) (1767–1836), geb. Gerling, einer Tochter des Pastors und Konsistorialrats in Neustrelitz Hans Heinrich Gerling (1723–1789) und dessen ersten Frau Maria Renata (1736–1778), geb. Hasselbach, aus Stettin. Zu den Kindern des Paares zählten Friedrich Horn und Carl Horn. In der Familiengenealogie beginnt mit Adolf Horn der Neustrelitzer Ast.